# Salticus iteacus
Salticus iteacus är en spindelart som beskrevs av Metzner 1999. Salticus iteacus ingår i släktet Salticus och familjen hoppspindlar. Inga underarter finns listade i Catalogue of Life.